# Fratelli Branca
Fratelli Branca (cuyo nombre oficial es Fratelli Branca Distillerie SRL), es una destilería con sede en Milán que fue fundada en 1845 por Bernardino Branca. Es conocida por la elaboración de un amaro digestivo, el Fernet Branca. En 2001, la compañía adquirió de la familia Carpano de Turín los derechos de producción del vermut Punt e Mes.